# Siem Reap Airways
Siem Reap Airways war eine kambodschanische Tochterfluggesellschaft der Bangkok Airways mit Sitz in Phnom Penh. Der Heimflughafen war der Flughafen Phnom Penh. Am 1. Dezember 2008 setzte Siem Reap den Flugbetrieb aus.

## Geschichte
Die Siem Reap Airways wurde 2000 gegründet und nahm den Flugbetrieb 3. November 2000 mit einer von Bangkok Airways geleasten ATR 72 auf. Siem Reap und ihre Muttergesellschaft Bangkok Airways entwickelten sich zum Marktführer in Kambodscha und waren die ersten Fluglinien, die in diesem Land E-Tickets eingeführt haben.
Seit dem 14. November 2008 stand Siem Reap Airways auf der Liste der Betriebsuntersagungen für den Luftraum der Europäischen Union.

## Ziele
Phnom Penh, Siem Reap, Luang Prabang (Laos), Bangkok, Hongkong und Ho Chi Minh Stadt.

## Flotte

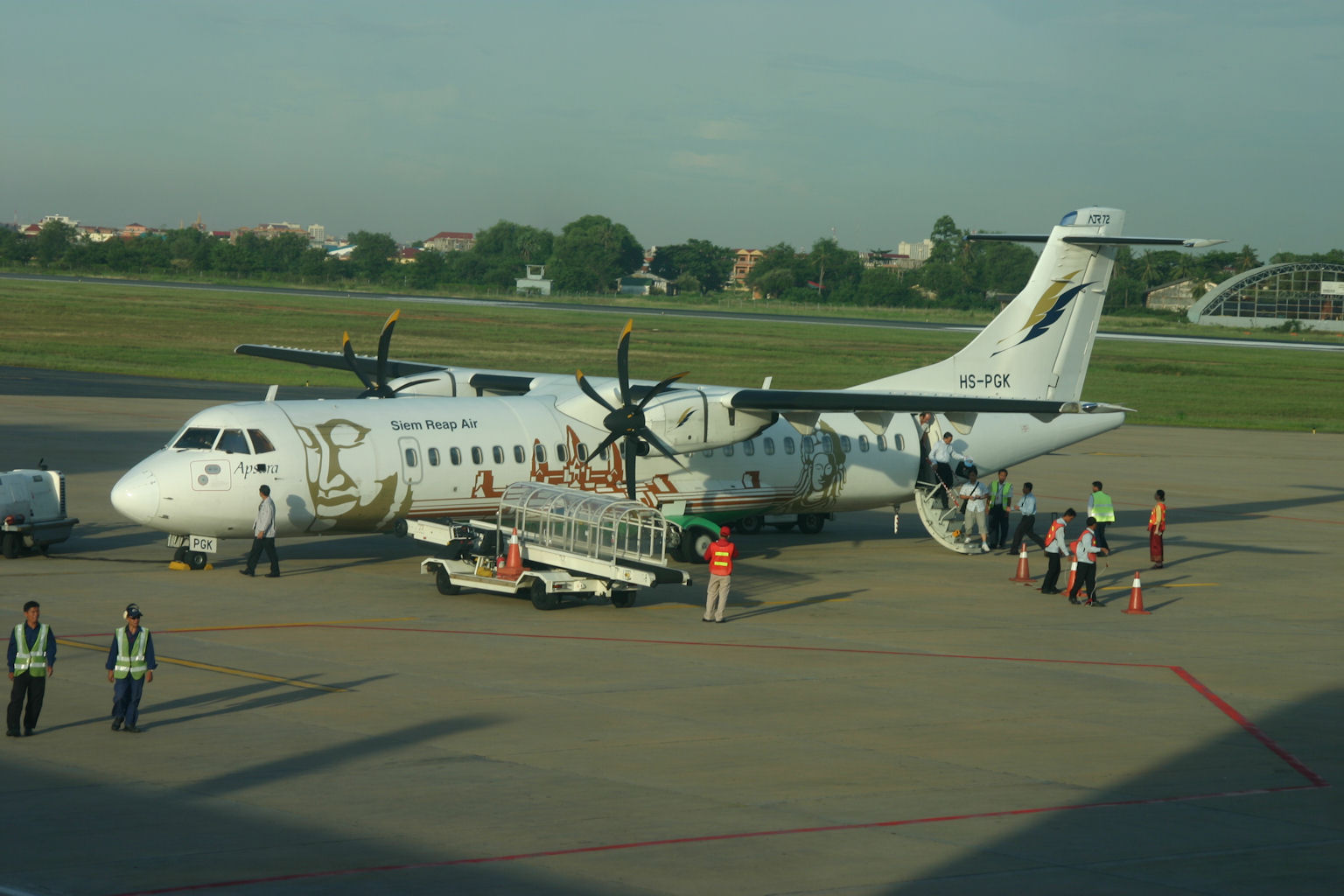
ATR 72 von Siem Reap Airways auf Phnom Penh International Airport in 2008

In den Farben von Siem Reap Airways flogen zuletzt im November 2008: 
- 2 Airbus A320-200
- 1 ATR 72-500

Weitere Flugzeuge wurden je nach Bedarf von der Muttergesellschaft Bangkok Airways ausgeliehen.